# Roland Alexandre
Roland Alexandre (Parigi, 6 novembre 1927 – Parigi, 1º febbraio 1956) è stato un attore francese.

## Biografia
Diplomato al conservatorio, si avvicinò alla recitazione entrando nella compagnia teatrale di Jean Richard. Nel 1950 divenne membro stabile della Comédie-Française, debuttando l'anno successivo in una pellicola cinematografica. Depresso per la perdita del padre, si tolse la vita a 28 anni.

## Vita privata
Era fidanzato con l'attrice e cantante Juliette Gréco.

## Filmografia
- La grande rivale (Un grand patron), regia di Yves Ciampi (1951)
- Maternità proibita (L'étrange Madame X), regia di Jean Grémillon (1951)
- Monsieur Taxi, regia di André Hunebelle (1952)
- Plaisirs de Paris, regia di Ralph Baum (1952)
- La signora dalle camelie (La Dame aux camélias), regia di Raymond Bernard
- Testimone di mezzanotte (Le Témoin de minuit), regia di Dimitri Kirsanoff (1953)
- Casa Ricordi, regia di Carmine Gallone (1954)
- Das Fräulein von Scuderi, regia di Eugen York (1955)
- Les Duraton, regia di André Berthomieu (1955)
- Napoleone Bonaparte (Napoléon), regia di Sacha Guitry (1955)

## Doppiatori italiani
Nelle versioni in italiano dei suoi film, Roland Alexandre è stato doppiato da:
- Enrico Maria Salerno in Casa Ricordi